# Comté de Montmagny
Pour les articles homonymes, voir Montmagny.
Le comté de Montmagny était un comté municipal du Québec ayant existé entre 1855 et le début des années 1980. Le territoire qu'il couvrait est aujourd'hui compris dans la région administrative de Chaudière-Appalaches, et correspondait exactement à celui de l'actuelle municipalité régionale de comté de Montmagny. Son chef-lieu était la municipalité de Montmagny.

## Municipalités situées dans le comté
- Berthier-sur-Mer (créé sous le nom de Notre-Dame-de-l'Assomption-de-Bellechasse en 1855, renommé Berthier-sur-Mer en 1971[2])
- Cap-Saint-Ignace (créé sous le nom de Saint-Ignace en 1855; renommé Cap-Saint-Ignace en 1981[3])
- Lac-Frontière (créé sous le nom de municipalité du canton de Talon-Partie-Sud-Est en 1916; renommé Lac-Frontière en 1931[4])
- Montmagny
- Montminy (municipalité de canton, renommé Saint-Paul-de-Montminy en 1986[5])
- Notre-Dame-du-Rosaire
- Saint-Antoine-de-l'Isle-aux-Grues
- Sainte-Apolline-de-Patton
- Sainte-Euphémie-sur-Rivière-du-Sud (créé sous le nom de municipalité du canton d'Armagh-Partie-Est en 1908, renommé Sainte-Euphémie-sur-Rivière-du-Sud en 1911[6])
- Sainte-Lucie-de-Beauregard
- Saint-Fabien-de-Panet
- Saint-François-de-Sales-de-la-Rivière-du-Sud (renommé Saint-François-de-la-Rivière-du-Sud en 1985[7])
- Saint-Juste-de-Bretenières (changé en Saint-Just-de-Bretenières en 1991)
- Saint-Pierre-de-la-Rivière-du-Sud
- Saint-Thomas-de-la-Pointe-à-la-Caille (fusionné à Montmagny en 1966[8])

## Formation
Le comté de Montmagny comprenait dans sa partie nord les seigneuries de Saint-Joseph-de-la-Pointe-au-Foin (Fournier), Lafrenaye (Gagné), Gamache, Sainte-Claire, Vincelotte et Berthier, et dans sa partie sud les cantons de Ashburton, Bourdages, Montminy (en partie), Panet, Patton, Rolette et Talon.